# Romina Pierdomenico
Romina Pierdomenico (Vicoli, 17 dicembre 1993) è una conduttrice televisiva, conduttrice radiofonica e modella italiana.

## Biografia
Nata a Vicoli in provincia di Pescara, ha iniziato la sua carriera all'età di 19 anni con la partecipazione a Miss Italia nel 2012 classificandosi seconda.
Nel 2013 debutta alla conduzione con Gulp Cinema, in onda su Rai Gulp.
Dopo la partecipazione a programmi come Temptation Island ed Uomini e Donne, entra a far parte, nel 2019, del corpo di ballo del programma comico Colorado in onda su Italia 1. Nello stesso anno affianca Ezio Greggio alla conduzione del varietà La sai l'ultima?, in onda su Canale 5. 
Nel 2020 debutta sul grande schermo con il film Lockdown all'italiana, con la regia di Enrico Vanzina.
Nel 2022 conduce il programma radiofonico 105 Friends in onda su Radio 105.
Il 12 maggio 2023, con una storia su Instagram, Ezio Greggio ha annunciato che da qualche settimana, pur mantenendo buoni rapporti, era finita la sua relazione sentimentale con Romina Pierdomenico, con la quale faceva coppia dal 2018. A conferma l'annuncio è stato condiviso anche da Romina Pierdomenico.
Nel 2025 conduce insieme ad Alessandro Sansone il programma radiofonico 105 Night Express in onda su Radio 105.

## Televisione
- Miss Italia 2012 (Rai 1, 2012) Concorrente
- Gulp Cinema (Rai Gulp, 2013) Conduttrice
- Temptation Island (Canale 5, 2014) Tentatrice
- Uomini e Donne (Canale 5, 2015-2016) Corteggiatrice
- Colorado (Italia 1, 2019) Ballerina
- La sai l'ultima? (Canale 5, 2019) Co-conduttrice
- Monte-Carlo Film Festival de la Comédie (Canale 5, 2020-2022) Co-conduttrice
- Pomeriggio 5 (Canale 5, 2023) Opinionista
- Linea Azzurri (Sportitalia, dal 2024) Conduttrice
- Love Game - Il gioco dell'amore (Rai 2, 2024) Conduttrice
- Questioni di stile (Rai 2, 2024) Inviata
- Weekend Fuoriporta (Rai 2, 2025) Conduttrice

## Filmografia

### Cinema
- Lockdown all'italiana, regia di Enrico Vanzina (2020)

## Radio
- 105 Friends (Radio 105, 2022)
- Oltre il Festival (Radio 105, 2023)
- Liguria - La bella estate (Radio 105, 2023)
- 105 Night Express (Radio 105, 2025)